# Buddleja wardii
Buddleja wardii är en flenörtsväxtart som först beskrevs av C. Marquand (pro sp..  Buddleja wardii ingår i släktet buddlejor, och familjen flenörtsväxter. Inga underarter finns listade i Catalogue of Life.